# Ladies Open Lausanne 2023
Ladies Open Lausanne 2023 a fost un turneu de tenis feminin care s-a jucat pe terenuri cu zgură în aer liber. A fost cea de-a 30-a ediție a WTA Swiss Open făcut parte din categoria WTA 250 a Circuitului WTA 2023. A avut loc la Tennis Club Stade-Lausanne din Lausanne, Elveția, între 24 și 30 iulie 2023.

## Campioni

### Simplu
Pentru mai multe informații consultați Ladies Open Lausanne 2023 – Simplu

### Dublu
Pentru mai multe informații consultați Ladies Open Lausanne 2023 – Dublu

## Distribuția punctelor
| Probă  | C   | F   | SF  | QF | R16 | R32 | Q   | Q2  | Q1  |
| Simplu | 280 | 180 | 110 | 60 | 30  | 1   | 18  | 12  | 1   |
| Dublu  | 280 | 180 | 110 | 60 | 1   | N/A | N/A | N/A | N/A |